# Lionel Letizi
Lionel Letizi (født 28. maj 1973 i Nice, Frankrig) er en tidligere fransk fodboldspiller (målmand).
Letizi spillede størstedelen af sin karriere i den hjemlige liga, hvor han repræsenterede Nice, Metz og Paris Saint-Germain. I tiden hos PSG var han med til at vinde pokalturneringen Coupe de France i både 2004 og 2006. Han tilbragte også en enkelt sæson i Skotland hos Rangers F.C., hvor han dog hurtigt blev bænket grundet flere store fejl, og kun opnåede syv Premier League-kampe.
Letizi spillede desuden fire kampe for Frankrigs landshold. Hans første landskamp var et opgør mod Sydafrika 11. oktober 1997, hans sidste en venskabskamp mod Spanien 28. marts 2001. Han var derudover en del af det franske U/23-landshold, der deltog ved OL i 1996 i Atlanta.

## Titler
Coupe de France
- 2004 og 2006 med Paris Saint-Germain